# Myron Healey
Pour les articles homonymes, voir Healey.
Myron (Daniel) Healey, né le 8 juin 1923 à Petaluma (Californie) et mort le 21 décembre 2005 à Burbank (Californie), est un acteur américain (parfois crédité Myron Healy).

## Biographie
Formé notamment auprès de Maria Ouspenskaya, Myron Healey devient un prolifique acteur de second rôle au cinéma comme à la télévision, très souvent dans le genre du western (entre autres de série B).
Son premier film est Young Ideas de Jules Dassin (1943, avec Susan Peters et Herbert Marshall). Suivent cent-soixante-sept autres films américains, le dernier sorti en 1994.
Entretemps, mentionnons La Grande Nuit de Joseph Losey (1951, avec John Drew Barrymore et Preston Foster), La Reine de la prairie d'Allan Dwan (1954, avec Barbara Stanwyck et Ronald Reagan), Le Desperado des plaines de R. G. Springsteen (1958, avec Frank Lovejoy et James Best), Harlow, la blonde platine de Gordon Douglas (1965, avec Carroll Baker dans le rôle-titre), ou encore Attaque au Cheyenne Club de Gene Kelly (1970, avec James Stewart et Henry Fonda).
À la télévision américaine, Myron Healey apparaît dans cent-quarante-quatre séries dès 1950, dont The Lone Ranger (sept épisodes, 1950-1957), Le Virginien (dix épisodes, 1963-1970), L'Homme de fer (quatre épisodes, 1969-1972) et V (mini-série, 1983).
Sa dernière série est RoboCop (un épisode, 1994). S'ajoutent quatre téléfilms, le premier diffusé en 1955, le dernier en 1975.
Pour sa contribution au western, un Golden Boot Award lui est décerné en 2000 (cinq ans avant sa mort à 82 ans, en 2005).

## Filmographie partielle

### Cinéma
- 1943 : Youg Ideas de Jules Dassin : un étudiant
- 1944 : See Here, Private Hargrove de Wesley Ruggles
- 1947 : L'Étoile des étoiles (Down to Earth) d'Alexander Hall : le pilote Sloan
- 1948 : La Peine du talion (The Man from Colorado) d'Henry Levin : Powers
- 1948 : Le Réveil de la sorcière rouge (Wake of the Red Witch) d'Edward Ludwig : un matelot
- 1949 : Air Hostess de Lew Landers : Ralph
- 1950 : Le Violent (In a Lonely Place) de Nicholas Ray : un employé de la poste
- 1950 : En plein cirage (The Fuller Brush Girl) de Lloyd Bacon : un employé
- 1951 : Les Maudits du château-fort (Lorna Doone) de Phil Karlson : Todd Darcy
- 1951 : Le Rocher du diable (Drums in the Deep South) de William Cameron Menzies : un lieutenant de l'Union
- 1951 : La Ville d'argent (Silver City) de Byron Haskin : Bleek
- 1951 : La Grande Nuit (The Big Night) de Joseph Losey : Kennealy
- 1953 : Le Voleur de minuit (The Moonlighter) de Roy Rowland : le shérif-adjoint Joe Bayliss
- 1953 : Kansas Pacific  de Ray Nazarro
- 1954 : La Reine de la prairie (Cattle Queen of Montana) d'Allan Dwan : Hank

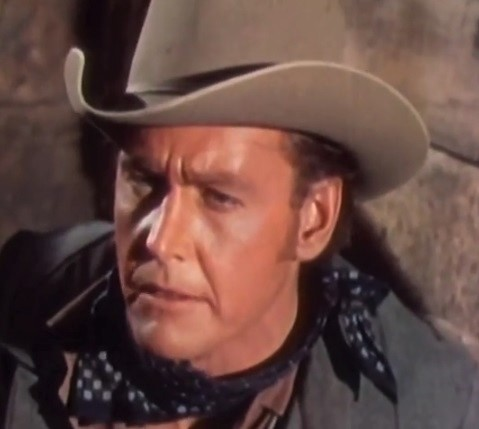
Dans Les Rôdeurs de l'aube (1955)

- 1955 : L'Homme qui n'a pas d'étoile (Man Without a Star) de King Vidor : Mogollon
- 1955 : Le Bagarreur du Tennessee ou Le mariage est pour demain (Tennessee's Partner) d'Allan Dwan : Reynolds
- 1955 : Tornade sur la ville (The Man from Bitter Ridge) de Jack Arnold : Clem Jackman
- 1955 : Les Rôdeurs de l'aube (Rage at Dawn) de Tim Whelan : John Reno
- 1955 : L'Étreinte du destin (Count Three and Pray) de George Sherman
- 1956 : Deux Rouquines dans la bagarre (Slightly Scarlet) d'Allan Dwan : Williams
- 1957 : The Unearthly de Boris Petroff (en) : Mark Houston
- 1957 : Le Vengeur (Shoot-Out at Medicine Bend) de Richard L. Bare : Rafe Sanders
- 1957 : La Ville de la vengeance (The Restless Breed) d'Allan Dwan : le shérif Mike Williams
- 1958 : Le Desperado des plaines (Cole Younger, Gunfighter) de R. G. Springsteen : Phil Bennett / Charlie Bennett
- 1959 : Rio Bravo d'Howard Hawks : l'homme de main de Burdette au saloon
- 1962 : Convicts 4 de Millard Kaufman
- 1965 : Harlow, la blonde platine (Harlow) de Gordon Douglas : Rex Chambers
- 1968 : La Brigade des cow-boys (Journey to Shiloh) de William Hale : le shérif Briggs
- 1969 : Cent Dollars pour un shérif (True Grit) d'Henry Hathaway : un shérif-adjoint
- 1969 : L'Ordinateur en folie (The Computer Wore Tennis Shoes) de Robert Butler : un détective de la police
- 1970 : Ya, ya, mon général ! (Which Way to the Front?) de Jerry Lewis : le médecin-major
- 1970 : Attaque au Cheyenne Club (The Cheyenne Social Club) de Gene Kelly : Deuter
- 1977 : Le Monstre qui vient de l'espace (The Incredible Melting Man) de William Sachs (en) : le général Michael Perry

### Télévision

#### Séries
- 1950-1957 : The Lone Ranger
  - Saison 2, épisode 3 Le Coffre du mort (Dead Man's Chest, 1950) : Jud Ellis
  - Saison 3, épisode 14 L'Homme condamné (The Condemned Man, 1952) de Paul Landres : Bill Cole
  - Saison 4, épisode 5 L'Or de la ville (Gold Town, 1954) d'Oscar Rudolph : Corey
  - Saison 5, épisode 25 L'Ancienne Gloire (Dead Eye, 1957 - Tanner) d'Earl Bellamy, épisode 32 L'Étoile ternie (The Tarnished Star, 1957 - le marshal Vince Barrett) d'Earl Bellamy, épisode 35 Voyage à San Carlos (Journey to San Carlos, 1957 - Ben Murray) d'Earl Bellamy et épisode 38 Témoin aveugle (Blind Witness, 1957 - Steve Grody) d'Earl Bellamy
- 1951-1954 : Cisco Kid (The Cisco Kid)
  - Saison 2, épisode 3 Postal Inspector (1951 - Drake) de Paul Landres et épisode 9 Kid Sister Trouble (1951 - Sloan) de Paul Landres
  - Saison 3, épisode 17 The Devil's Deputy (1953) : E. B. Johnson
  - Saison 5, épisode 2 The Haunted Stage Stop (1954 - Don White) de Lambert Hillyer et épisode 9 Pot of Gold (1954 - Jim Gault) de Lambert Hillyer
- 1952-1954 : Les Aventures de Kit Carson (The Adventures of Kit Carson)
  - Saison 1, épisode 22 The Trap (1952) de John English : T. E. Taggert
  - Saison 3, épisode 1 Outlaw Trail (1953 - Zack) de Paul Landres, épisode 20 Gunsmoke Valley (1953 - Corey Wyatt) de Paul Landres et épisode 24 Copper Town (1954)
  - Saison 4, épisode 13 Renegades at Rejo (1954 - Tucker) et épisode 14 Ghost Town (1954 - le capitaine Brandcroft)
- 1952-1963 : Les Aventuriers du Far West (Death Valley Days)
  - Saison 1, épisode 8 The Little Dressmaker of Bodie (1952) de Stuart E. McGowan : Frank Johnson
  - Saison 2, épisode 15 The Kickapoo Run (1954) de Stuart E. McGowan : un spéculateur rival
  - Saison 7, épisode 27 Old Blue (1959) de George Archainbaud : Red Snell
  - Saison 9, épisode 17 The Madstone (1961) : Big Matt Denby
  - Saison 11, épisode 26 The Melancholy Gun (1963) : Dave Weathers
- 1954 : Histoires du siècle dernier (Stories of the Century)
  - Saison 1, épisode 9 Le Gang Dalton (The Dalton Gang) de William Witney : Bob Dalton
- 1954-1970 : Lassie
  - Saison 1, épisode 1 Inheritance (1954 - Matt Wills) de Leslie Goodwins et épisode 24 The Well (1954 - l'homme à pied) de Leslie Goodwins
  - Saison 13, épisode 29 Goliath (1967) : le ranger Tom
  - Saison 17, épisode 2 The Birth (1970) de Jack Hively et épisode 3 The Survival (1970) de Jack Hively : Wayne
- 1955-1956 : Rintintin (The Adventures of Rin Tin Tin)
  - Saison 1, épisode 18 L'Enfant de la forêt (The Babe in the Woods, 1955) : Jesse Harkness
  - Saison 2, épisode 2 M. Shakespeare (Rin Tin Tin Meets Shakespeare, 1955 - Odds-On O'Connor) et épisode 29 Les Professeurs heureux (Rin Tin Tin and the Rainmaker, 1956 - Morrel) d'Harve Foster
- 1955-1956 : Les Aventures de Superman (The Adventures of Superman)
  - Saison 3, épisode 10 The Bully of Dry Gulch (1955) de George Blair : Gunner Flinch
  - Saison 4, épisode 9 Dagger Island (1956 - Paul Craymore) de Philip Ford et épisode 13 The Jolly Roger (1956 - le capitaine Mud) de Philip Ford
- 1955-1961 : Cheyenne
  - Saison 1, épisode 4 Border Showdown (1955) de Richard L. Bare : Carl Thompson
  - Saison 2, épisode 1 The Dark Rider (1956) de Richard L. Bare : Lew Lattimer
  - Saison 3, épisode 5 Devil's Canyon (1957) de Richard L. Bare : Chip Claney
  - Saison 5, épisode 8 The Return of Mr. Grimm (1961 - Wesley Mason) de Lee Sholem et épisode 10 The Frightened Town (1961 - Tully) de Leslie Goodwins
- 1956-1958 : La Flèche brisée (Broken Arrow)
  - Saison 1, épisode 12 The Raiders (1956 - le lieutenant) de Richard L. Bare et John English et épisode 33 Attack on Fort Grant (1957 - le capitaine Randall) de William Beaudine
  - Saison 2, épisode 27 The Sisters (1958) de Richard L. Bare : Keith McAllister
- 1958-1959 : Sugarfoot
  - Saison 1, épisode 18 Short Range (1958) : Claude Miles
  - Saison 3, épisode 3MacBrewster the Bold (1959) de Leslie Goodwins : Ben Cadigan
- 1958-1961 : Maverick
  - Saison 1, épisode 27 Seed of Deception (1958) de Richard L. Bare : Jim Mundy
  - Saison 3, épisode 12 Trooper Maverick (1959) de Richard L. Bare : Jed Benedict
  - Saison 5, épisode 3 The Golden Fleecing (1961) d'Irving J. Moore : Frank Mercer
- 1958-1964 : La Grande Caravane (Wagon Train)
  - Saison 1, épisode 35 The Rex Montana Story (1958) de Jesse Hibbs : Bill Miller
  - Saison 2, épisode 29 The Clara Duncan Story (1959) de Jerry Hopper : Steve Wilson
  - Saison 5, épisode 11 The Traitor (1961 - le sergent Oakes) et épisode 29 The Levi Hale Story (1962 - le shérif-adjoint)
  - Saison 6, épisode 31 The Tom O'Neal Story (1963) de Virgil W. Vogel : M. O'Neal
  - Saison 7, épisode 1 The Molly Kincaid Story (1963 - Doc Curley) de Virgil W. Vogel, épisode 21 The Andrew Elliott Story (1964 - le sergent Bob Rollins) d'Herschel Daugherty et épisode 32 The Last Circle Up (1964 - Wayne Rossen)
- 1959 : Peter Gunn
  - Saison 1, épisode 22 Edie Finds a Corpse de Walter Grauman : Harvey Austin
- 1959 : Perry Mason, première série
  - Saison 2, épisode 25 L'Associé irritable (The Case of the Petulant Partner) de William D. Russell : Howard Roper
- 1959 : Zorro
  - Saison 2, épisode 34 Les Regrets du capitaine (The Captain Regrets) : Don Gabriel Luna
- 1959 : Bat Masterson
  - Saison 1, épisode 28 Lottery of Death de Walter Doniger : Jack Lattigo
  - Saison 2, épisode 1 To the Manner Born de John Rich : le colonel Marc James
- 1959-1961 : Le Renard des marais (The Swamp Fox)
  - Saison 1 (intégrale en 6 épisodes, 1959-1960) : le major Peter Horry
  - Saison 2, épisode 1 La Femme courageuse (A Woman's Courage, 1961) de Lewis R. Foster : le major Peter Horry
- 1959-1962 : Rawhide
  - Saison 1, épisode 2 Le Trouble-fête (Incident at Alabaster Plain, 1959 - un garde armé) de Richard Whorf et épisode 15 L'Amour en pâturage (Incident of the Calico Gun, 1959 - Jeb) de Jesse Hibbs
  - Saison 3, épisode 14 La Fin de la piste (Incident of the Big Blowout (1961) : Lou Calvert
  - Saison 5, épisode 5 Les Quatre Cavaliers (Incident of the Four Horsemen, 1962) de Thomas Carr : Willie
- 1960 : Échec et mat (Checkmate)
  - Saison 1, épisode 1 Death Runs Wild : Charlie Barron
- 1960-1963 : Laramie
  - Saison 2, épisode 3 Three Rode West (1960) de Lesley Selander : Frank Skinner
  - Saison 3, épisode 10 Handful of Fire (1961 - le lieutenant Paul Harmon) de Joseph Kane et épisode 22 The Dynamiters (1962 - Dan Garnes) de Lesley Selander
  - Saison 4, épisode 9 Beyond Justice (1962 - Ben Chantler) de Lesley Selander et épisode 23 The Unvanquished (1963 - Rafe)
- 1961 : Alfred Hitchcock présente (Alfred Hitchcock Presents)
  - Saison 6, épisode 23 Incident in a Small Jail de Norman Lloyd : Carly
- 1962 : Gunsmoke ou Police des plaines (Gunsmoke ou Marshal Dillon)
  - Saison 7, épisode 29 The Summons d'Andrew V. McLaglen : Jake Moseley
  - Saison 8, épisode 3 Quint Asper Comes Home d'Andrew V. McLaglen : Mike
- 1962-1963 : Les Hommes volants (Ripcord)
  - Saison 1, épisode 20 The Financier (1962) : Joe Manson
  - Saison 2, épisode 25 Panic at 10,000 (1963) : Sen Gilbert
- 1962-1965 : Suspicion (The Alfred Hitchcock Hour)
  - Saison 1, épisode 12 Hangover (1962 - Bob Blake) de Bernard Girard et épisode 26 An Out for Oscar (1963 - Peter Rogan) de Bernard Girard
  - Saison 2, épisode 27 The Sign of Satan (1964) de Robert Douglas : Dave Connor
  - Saison 3, épisode 23 Completely Foolproof (1965) d'Alf Kjellin : George Foyle
- 1963-1970 : Le Virginien (The Virginian puis The Men from Shiloh)
  - Saison 1, épisode 30 The Final Hour (1963) de Robert Douglas : Martin Croft
  - Saison 2, épisode 13 Siege (1963) de Don McDougall : Yance Cooper
  - Saison 3, épisode 22 You Take the High Road (1965) de John Florea : Jack Slauson
  - Saison 4, épisode 1 The Brothers (1965 - le sergent Cohane) et épisode 23 Ride a Cock-Horse to Laramie Cross (1966 - Lomax)
  - Saison 5, épisode 14 Girl on the Glass Mountain (1966) de Don McDougall : Blue
  - Saison 6, épisode 9 A Bad Place to Die (1967) de Don McDougall : Potts
  - Saison 7, épisode 14 Stopover (1969) : le deuxième vagabond
  - Saison 8, épisode 9 The Bugler (1969) : le lieutenant Mike Buehl
  - Saison 9, épisode 3 Jenny (1970) : Wardlow
- 1964-1968 : Bonanza
  - Saison 6, épisode 14 La Saga de Squaw Charlie (The Saga of Squaw Charlie, 1964) de William Witney : Buck
  - Saison 8, épisode 31 Le Faux Coupable (The Wormwood Cup, 1967) de William F. Claxton : Sam
  - Saison 9, épisode 17 Le Treizième Homme (The Thirteenth Man, 1968 - Johannsen) et épisode 19 Le Prix du sel (The Price of Salt, 1968 - Zeb Williams)
- 1965 : Peyton Place, feuilleton, épisodes 32 et 43 de Walter Doniger : le détective Blaine
- 1965-1967 : Laredo
  - Saison 1, épisode 10 Which Way Did They Go? (1965 - Sam Bolt) et épisode 17 Above the Law (1966 - Frank Garrett) de Richard Benedict
  - Saison 2, épisode 2 The Dance of the Laughing Death (1966 - John Garth) de Jerry Hopper et épisode 26 Split the Difference (1967 - Jake Ringo) d'Alan Rafkin
- 1965-1969 : Daniel Boone
  - Saison 2, épisode 12 The First Beau (1965) de John Florea : Mike Kravic
  - Saison 3, épisode 6 Run a Crooked Mile (1966) : Lynch
  - Saison 5, épisode 24 For a Few Rifles (1969) de John Newland : James Burns
- 1967 : Le Cheval de fer (The Iron Horse)
  - Saison 2, épisode 8 The Return of Hode Avery de Gene Nelson : Clay Hennings
- 1967-1971 : Le Grand Chaparral (The High Chaparral)
  - Saison 1, épisode 7 Shadow on the Land (1967) de William F. Claxton : le major Corbett
  - Saison 4, épisode 14 The New Lion of Sonora (1971 - Tommy) et épisode 17 A Man to Match the Land (1971 - Taylor) de Don McDougall
- 1968 : Les Bannis (The Outcasts)
  - Saison unique, épisode 6 Les Héros (The Heroes) de Józef Lejtes : Locke
- 1969 : Les Règles du jeu (The Name of the Game)
  - Saison 1, épisode 18 L'Incorruptible (The Incomparable Connie Walker) d'Abner Biberman : Garris
- 1969 : Mannix
  - Saison 2, épisode 16 L'Ombre d'un homme (Shadow of a Man) : Morgan Petrie
- 1969-1972 : L'Homme de fer (Ironside)
  - Saison 2, épisode 14 L'Énigme du tableau (In Search of an Artist, 1969) d'Abner Biberman : Jones
  - Saison 3, épisode 5 Fumez des mirages (Eye of the Hurricane, 1969) de Don McDougall : le directeur-adjoint Owen
  - Saison 4, épisode 14 Silence de mort (Blackout, 1970) de Don McDougall : Brill
  - Saison 5, épisode 15 Facsimilé (Unreasonable Facsimile, 1972) de Don Weis : Mitch Carlin
- 1969-1973 : Auto-patrouille (Adam-12)
  - Saison 2, épisode 10 Log 143: Cave (1969 - Jay Finlay) d'Alan Crosland Jr. et épisode 18 Log 124: Airport (1970 - Walt Cook) d'Alan Crosland Jr.
  - Saison 3, épisode 3 Log 95: Purse Snatcher (1970) de James Neilson : Carl Tremain
  - Saison 4, épisode 14 Citizens All (1972) de James Neilson : Warren Jarvey
  - Saison 5, épisode 13 O'Brien's Stand (1973) : Nelson
  - Saison 6, épisode 7 Van Nuys Division: Pete's Mustache (1973) : Donald Whorton
- 1970 : The Bold Ones: The New Doctors
  - Saison 2, épisode 2 Killer on the Loose d'Abner Biberman : Frank Pierce
- 1971 : Sam Cade (Cade's County)
  - Saison unique, épisode 1 Le Retour (Homecoming) de Marvin J. Chomsky : le lieutenant de police
- 1973 : Kung Fu
  - Saison 2, épisode 9 Le Baptême du feu (The Soldier) de Richard Lang : le capitaine Malachy
- 1973 : Ghost Story
  - Saison unique, épisode 22 The Ghost of Potter Field de Don McDougall : le lieutenant Mahoney
- 1975 : Dossiers brûlants (Kolchak: The Night Stalker)
  - Saison unique, épisode 12 Prénom R.I.N.G. (Mr. R.I.N.G.) de Gene Levitt : le colonel Wright
- 1977 : Switch
  - Saison 2, épisode 16 Camera Anglesde Bruce Kessler : un agent de sécurité
- 1978 : L'Incroyable Hulk (The Incredible Hulk)
  - Saison 2, épisode 1 Le Monstre (The Antowuk Horror) : le shérif Colton
- 1979 : Chips (CHiPs)
  - Saison 3, épisode 11 Le Surveillant-chef (The Watch Commander) de Don Weis : le propriétaire du garage
- 1979 : The Amazing Spider-Man
  - Saison 2, épisodes 7 et 8 Spider-Man défie le Dragon, 1re et 2e parties (The Chinese Web, Parts I & II) de Don McDougall : le lieutenant Olson
- 1983 : V, mini-série (1re et 2e parties) de Kenneth Johnson : Arch Quinton
- 1984 : K 2000 (Knight Rider)
  - Saison 2, épisode 24 Travaux publics (Big Iron) de Bernard L. Kowalski : Lloyd Newald
- 1984 : Mike Hammer (Mickey Spillane's Mike Hammer), deuxième série
  - Saison 1, épisode 3 Morts en chaîne (Seven Dead Eyes) de James Frawley : Ridge
- 1985 : Fame
  - Saison 5, épisode 3 Encore du rodéo (Bronco Bob Rides Again) d'Allan Arkush : Bronco Bob
- 1994 : RoboCop
  - Saison unique, épisode 18 La Fête des mères (Mother's Day) d'Allan Eastman : M. L-M

#### Téléfilms
- 1968 : Shadow of the Land de Richard C. Sarafian : le général Hempstead
- 1969 : La Vieille Garde (The Over-the-Hill Gang) de Jean Yarbrough : le shérif-adjoint Tucker
- 1970 : The Honorable Sam Houston de Richard T. Heffron : Martin

## Distinction
- 2000 : Golden Boot Award décerné pour sa contribution au western.